# División de Honor 1985-1986 (hockey su pista)
La División de Honor 1985-1986 è stata la 17ª edizione del torneo di primo livello del campionato spagnolo di hockey su pista. La competizione è iniziata il 14 settembre 1985 e si è conclusa il 15 marzo 1986. Il torneo è stato vinto dal Liceo La Coruña per la seconda volta nella sua storia.

## Stagione

### Novità
A prendere il testimone del Ripoll e del Vic retrocesse dopo la stagione regolare in Primera Division vi furono, vincendo la fase finale del campionato cadetto, il Dominicos e il Sentmenat.

### Formula
La División de Honor 1985-1986 vide ai nastri di partenza quattordici club; la manifestazione fu organizzata con un girone all'italiana, con gare di andata e ritorno per un totale di 26 giornate: erano assegnati 2 punti per l'incontro vinto e un punto a testa per l'incontro pareggiato, mentre non ne era attribuito alcuno per la sconfitta. Al termine del campionato la squadra prima classificata venne proclamata campione di Spagna mentre le ultime tre retrocedettero direttamente in Primera Division, il secondo livello del campionato.

## Squadre partecipanti
| Club            | Stagione | Città                    | Stadio                      | Stagione precedente            |
| --------------- | -------- | ------------------------ | --------------------------- | ------------------------------ |
| Alcobendas      |          | Alcobendas               |                             | 9º posto in División de Honor  |
| Barcellona      | dettagli | Barcellona               | Palau Blaugrana             | 1º posto in División de Honor  |
| Cerdanyola      | dettagli | Cerdanyola del Vallès    |                             | 6º posto in División de Honor  |
| Cibeles         | dettagli | Oviedo                   |                             | 4º posto in División de Honor  |
| Dominicos       |          | La Coruña                |                             | In Primera Division, promosso  |
| Igualada        | dettagli | Igualada                 |                             | 11º posto in División de Honor |
| Liceo La Coruña | dettagli | La Coruña                | Pazo dos Deportes de Riazor | 2º posto in División de Honor  |
| Mollet          |          | Mollet del Vallès        |                             | 12º posto in División de Honor |
| Noia            | dettagli | Sant Sadurní d'Anoia     |                             | 3º posto in División de Honor  |
| Piera           |          | Piera                    |                             | 8º posto in División de Honor  |
| Reus Deportiu   | dettagli | Reus                     |                             | 10º posto in División de Honor |
| Sentmenat       | dettagli | Sentmenat                |                             | In Primera Division, promosso  |
| Tordera         | dettagli | Tordera                  |                             | 5º posto in División de Honor  |
| Voltregà        | dettagli | Sant Hipòlit de Voltregà |                             | 7º posto in División de Honor  |

## Classifica finale
|                   | Pos. | Squadra         | Pt | G  | V  | N | P  | GF  | GS  | DR   |
| ----------------- | ---- | --------------- | -- | -- | -- | - | -- | --- | --- | ---- |
| Spagna (bandiera) | 1.   | Liceo La Coruña | 49 | 26 | 24 | 1 | 1  | 181 | 65  | +116 |
|                   | 2.   | Barcellona      | 48 | 26 | 24 | 0 | 2  | 156 | 48  | +108 |
|                   | 3.   | Noia            | 33 | 26 | 14 | 5 | 7  | 118 | 88  | +30  |
| [ 1 ]             | 4.   | Tordera         | 30 | 26 | 14 | 2 | 10 | 121 | 112 | +9   |
|                   | 5.   | Piera           | 26 | 26 | 12 | 2 | 12 | 103 | 86  | +17  |
|                   | 6.   | Dominicos       | 26 | 26 | 11 | 4 | 11 | 107 | 111 | -4   |
|                   | 7.   | Mollet          | 25 | 26 | 10 | 5 | 11 | 80  | 91  | -11  |
|                   | 8.   | Cerdanyola      | 25 | 26 | 9  | 7 | 10 | 76  | 90  | -14  |
|                   | 9.   | Voltregà        | 23 | 26 | 11 | 1 | 14 | 98  | 110 | -12  |
|                   | 10.  | Cibeles         | 21 | 26 | 9  | 3 | 14 | 82  | 108 | -26  |
|                   | 11.  | Igualada        | 19 | 26 | 8  | 3 | 15 | 74  | 120 | -46  |
|                   | 12.  | Sentmenat       | 14 | 26 | 7  | 0 | 19 | 67  | 115 | -48  |
|                   | 13.  | Alcobendas      | 13 | 26 | 4  | 5 | 17 | 69  | 121 | -52  |
|                   | 14.  | Reus Deportiu   | 12 | 26 | 3  | 6 | 17 | 83  | 150 | -67  |

Legenda:
  Vincitore della Coppa del Re 1986.
      Campione di Spagna e ammessa alla Coppa dei Campioni 1986-1987.
      Eventuali squadre ammesse alla Coppa dei Campioni 1986-1987.
      Ammessa alla Coppa delle Coppe 1986-1987.
      Ammessa alla Coppa CERS 1986-1987.
      Retrocesse in Primera Division 1986-1987.
Note:
Due punti a vittoria, uno a pareggio, zero a sconfitta.